# 김은식 (1908년)
김은식(金殷植, 1908년 ~ 1932년 4월)은 일제강점기의 독립운동가이다.

## 생애

### 일생
본관은 수안(遂安)이며 대한제국 함경북도 부령군 청진면에서 출생하여 지난날 한때 대한제국 함경북도 회령에서 잠시 유아기를 보낸 적이 있는 그는 3세 때였던 1910년에 조국인 대한조선제국이 멸망하자 일가족들을 따라 청나라 만저우 지방 지린성 옌볜 조선족자치주 왕칭 현 하마탕 대방자촌에 이주하여 만저우 지방에서 청나라가 멸망하고 중화민국이 성립될 때까지도 그곳에서 성장하였으며 1929년 대한민국 임시정부 육군 주만참의부에 대한독립군 소위로 입대하였고 1931년 대한독립군 중위 진급하였으며 이어 같은 해 1931년에 일어난 만주사변에 본격 참전하였다.

### 사망
만주사변에 참전 중이던 1932년 4월, 일본 관동군에 내통하여 변심을 한 중국인 공산당 당원에게 암살되었다.

## 사후
- 1994년 대한민국 대통령 표창장이 추서되었다.

## 학력
- 중화민국 만저우 지방 지린성 옌볜 조선족자치주 왕칭 소학교(汪淸小學校) 졸업
- 중화민국 만저우 지방 지린성 옌볜 조선족자치주 지린성 룽징 다청 중학교(大誠中學校) 중퇴